# Forfota Erik
Forfota Erik (Kolozsvár, 1903. április 24. – Santa Barbara, 1966. október 21.) orvos, radiológus, egyetemi tanár.

## Életpályája
1927-ben diplomázott a budapesti tudományegyetemen. 1927–1931 között a budapesti II. sz. Belgyógyászati Klinikán dolgozott. 1931–1938 között a szegedi Belgyógyászati Klinikán praktizált. 1937-ben a szegedi egyetemen „A röntgensugaras vizsgáló és gyógyító eljárások” című tárgykörből magántanárrá képesítették. 1938–1940 között a Weis Manfréd-gyár csepeli kórházának radiológiai osztályát vezette. 1940–1944 között a kolozsvári egyetem címzetes rendkívüli tanára és a radiológiai osztály vezetője volt. 1945-ben külföldre távozott. 1946–1950 között a kirckheimi (NSZK) kórház radiológiai osztályának orvosa volt. 1950-ben megszervezte, s 1955-ig vezette a daccai orvosi egyetem radiológiai osztályát. 1955-től az NSZK-ban, majd az USA-ban élt, ahol a Santa Barbarai Cancer Memorial Institute orvosa volt. 1955–1962 között Saarbrückenben egyetemi tanárként dolgozott. 1962–1964 között a Georgetown Egyetem (Washington D. C.) nyilvános rendes tanára, 1964-től a Roswell Park Memorial Cancer Institute (rákkutatóintézet) osztályvezetője volt.

## Művei
- A röntgen kymographiáról (Orvosi Hetilap, 1935)
- A Ferenc József Tudomány-Egyetem Központi Röntgen Intézete (Budapest, 1943)